# Toivo Kuula
Toivo Kuula est un compositeur et chef d'orchestre finlandais, né 
à Vaasa (ou Alavus selon les sources) le 7 juillet 1883, mort le 18 mai 1918 à Viipuri, aujourd'hui Vyborg en Russie.

## Biographie
Il a travaillé à Paris avec Marcel Labey et à la Schola Cantorum. Maîtrisant parfaitement le contrepoint et possédant un sens harmonique profond, Kuula a été associé à l'école franckiste, notamment avec son trio pour piano, violon et violoncelle. Cependant, il puise l'essentiel de son inspiration dans des légendes nationales, ou d'après le Kalevala, œuvres qui font preuve d'une nette influence impressionniste.
Kuula est aussi connu pour ses activités politiques et son appartenance au Mouvement fennomane. Pendant la Nuit de Walpurgis de 1918, connue en Finlande sous le nom de fête de Vappu, et qui a lieu traditionnellement dans la nuit du 30 avril au 1er mai, Kuula, qui se trouve à l’hôtel Seurahuone reçoit une balle, tirée par un Jäger. Les circonstances de ce drame sont assez mal connues, toutefois on a déterminé que ce coup de feu faisait suite à une querelle survenue au sujet de la célébration de la victoire des "blancs" (valkoiset) dans la guerre civile finlandaise. 18 jours plus tard, Kuula succombe à ses blessures à l'hôpital de Viipuri. Il est inhumé au Cimetière de Hietaniemi à Helsinki.
Kuula reste aujourd'hui connu pour sa production d'œuvres vocales (chœurs, mélodies), mais il est aussi auteur de musique de chambre, musique symphonique, dont une symphonie inachevée, ainsi que d'un Stabat Mater resté lui aussi inachevé.

## Œuvres (sélection)
- Sonate pour violon, opus 1
- 5 chants pour voix et piano, opus 2
- 5 Pièces pour violon et piano, opus 3a
- 7 chants, pour chœur d'hommes, opus 4
- Marche festive, pour chœur et orchestre, opus 5
- Trio pour piano, violon et violoncelle (1908)
- Prélude et fugue (1909)
- 1re suite ostrobothnienne, opus 9 (1906–1907 et 1909–1910)
- Poèmes symphoniques : Metsässä sataa (Il pleut dans la forêt) (n°2)(1913); Hiidet virvoja viritti (Les démons allumaient des feux) (n°5) (1912)
- Stabat Mater (inachevé)
- 2e suite ostrobothnienne, opus 20 (1912–1913)
- Cantates et balades : Orjan Poika (Le fils de l'esclave) (1910); Merenkylpijäneidot (Les baigneuses) (1910); Impi ja Pajarin poika (La Vierge et le Fils de Pajari) (1912)

### Piano
- Air varié en mi mineur, sur un thème finlandais (c.1900)
- Schottis [« Danse écossaise »] (c.1904)
- Invention (c.1905)
- Trois pièces pour piano, op. 3b (1906–1908)
  - Élégie
  - Häämarssi [« Marche nuptiale »]
  - Pikku gavotti [« Petite gavotte »]
- Juhlamarssi [« Marche festive »], op. 13b
- Satukuvia, op. 19 (1912)
- Vanha syyslaulu [« Vieille chanson d'automne »], op. 24 no 3b
- Six pièces pour piano, op. 26 (1913–1916)
  1. Piirileikki [« Ronde »]
  2. Paimentunnelma [« Atmosphère pastorale »]
  3. Tanssi-improvisaatio [« Danse improvisation »]
  4. Nocturne [« Nuit de Noël »] (ou Jouluyö [« Nuit silencieuse »])
  5. Rauha [« Paix »] (ou Adagio)
  6. Surumarssi [« Marche funèbre »]
- Lampaan polska [« Danse du mouton »] (1915)
- Deux transcriptions de mélodie, op. 37 (1917)
  1. Virta venhettä vie [« Le courant porte le bateau »] (op. 4 no 5b, 1907)
  2. Venelaulu [« Barcarolle »] (op. 21b no 2, 1912)

## Discographie
- Mélodies et musique pour orchestre – Susan Gritton, soprano ; BBC Concert Orchestra, dir. Martyn Brabbins (24-26 janvier 2011, Dutton CDLX7272) (OCLC 997454328)
- Intégrale des chœurs pour voix d'homme - Chœur d'homme YL, dir. Pasi Hyökki (27-28 octobre 2012 et 26-27 janvier 2013 - Finlandia)
- South Ostrobothnian Suites I & II, op. 9 et 20 ; Marche festive, op. 13 ; Prélude et fugue, op. 10 - Orchestre philharmonique de Turku, dir. Leif Segerstam (20–22 janvier 2015, Ondine ODE 1270-2)
- L'Œuvre pour piano - Adam Johnson, piano (15-16 novembre 2017, Grand Piano GP780) (OCLC 1189344457)